# Кронштедт, Антон Карлович
Антон Карлович Кронштедт (швед. Gabriel Anton Cronstedt; 26 ноября 1798, Стокгольм, Швеция — 2 апреля 1893, Гельсингфорс, Великое княжество Финляндское) — генерал-майор, губернатор Санкт-Михельской и Або-Бьёрнеборгской губерний.

## Биография
Родился в Стокгольме 26 ноября 1798 года. Сын вице-адмирала шведской службы и коменданта Свеаборга Карла Олафа Кронстедта и Беаты-Софии — дочери шведского адмирала графа Антона Юхана Врангеля), которые после русско-шведской войны 1808—1809 годов приняли русское подданство и под фамилией Кронштет были записаны в дворяне Великого княжества Финляндского.
11 февраля 1816 года Антон Кронштет был зачислен в Пажеский корпус. 17 марта 1819 года он был произведён в камер-пажи. Выпущен из корпуса 27 января 1820 года прапорщиком в лейб-гвардии Преображенский полк. 21 февраля 1821 года произведён в подпоручики и 3 марта 1822 года назначен исполняющим дела адъютанта при Фииляндском генерал-губернаторе. 5 апреля 1823 года произведён в поручики, 23 апреля 1824 года утверждён в должности адъютанта, 12 декабря того же года произведён в штабс-капитаны и 8 ноября 1828 года — в капитаны.
14 января 1832 года, с производством в полковники (со старшинством от 20 февраля), Кронштет был переведён в Петровский пехотный полк с назначением состоять для особых поручений при Финляндском генерал-губернаторе. 7 ноября 1833 года он был зачислен по армейской пехоте, с оставлением в занимаемой должности. 23 апреля 1834 года переведён в лейб-гвардии Финский стрелковый батальон.
С 25 декабря 1836 года начинается гражданская служба Кронштета: он был назначен исправляющим дела ландсгевдинга (с 17 марта 1837 года — губернатора) Санкт-Михельской губернии. 8 ноября 1840 года он был переведён исполняющим дела губернатора в Або-Бьёрнеборгскую губернию; 1 июля 1841 года произведён в генерал-майоры. 16 ноября 1842 года утверждён в должности губернатора Або-Бьёрнеборгской губернии.
24 июля 1857 года Кронштет был уволен от службы, с переименованием в тайные советники.
Скончался 2 апреля 1893 года в Гельсингфорсе.

## Семья
В 1833 году Кронштет вступил в первый брак с баронессой Беатой Густавовной Хиерне (умерла 1850 году), и от этого брака имел сына Карла (прапорщик Азовского пехотного полка, родился в 1834 году, убит 4 августа 1855 года в сражении на Чёрной речке в Крыму) и двух дочерей (Сельма и Хедвига). В 1852 году Кронштет вторично женился, на Иоганне Рейнгольдовне Насокиной, дочери генерал-майора Р.К. Насакина, у них была дочь Елизавета и сын Карл.
Его младший брат Карл-Олаф Карлович Кронштет был тайным советником, губернатором Вазаской губернии и членом Финляндского сената.

## Награды
Среди прочих наград Кронштет имел ордена:
- Орден Святой Анны 3-й степени (1826 год)
- Орден Святого Владимира 4-й степени (1833 год)
- Орден Святого Станислава 2-й степени (1835 год)
- Орден Святого Владимира 3-й степени (1845 год)
- Орден Святого Станислава 1-й степени (1850 год)